# Samuel Stayman
Samuel Stayman (Worcester, Massachusetts, 1909 – Palm Beach, Florida 1993) was een bridger uit de Verenigde Staten van Amerika. Hij won drie maal het wereldkampioenschap voor teams, de 'Bermuda Bowl’ (1950, 1951 en 1953) en werd meerdere keren Noord-Amerikaans Bridge Kampioen. Hij wordt binnen de VS gezien als een belangrijk bridgebestuurder, een vernieuwer, een schrijver en een succesvol zakenman.
Als schrijver leverde hij een bijdrage aan de The Official Encyclopedia of Bridge en schreef hij zelf een drietal boeken: Expert Bidding, The Complete Stayman System of Contract Bridge en Do you Play Stayman?
Samuel Stayman is de naamgever van de Staymanconventie. De uitvinder van deze conventie is Jack Marx, maar door een publicatie van Stayman kreeg deze conventie grote bekendheid. 

## Namyats-conventie
Stayman gaf ook nog zijn naam, maar dan van achter naar voor gespeld, aan de Namyats-conventie, uitgevonden door een andere bridgepartner, Victor Mitchell. Deze afspraak wordt daarom ook wel Mitchell Transfers genoemd en houdt in dat een opening op 4-hoogte in klaveren of ruiten een sterke opening in harten respectievelijk schoppen aangeeft.